# Tramlijn 18 (Antwerpen)
De Antwerpse tramlijn 18 verbond tussen 1940 en 1958 de Schijnpoort en het station Antwerpen-Oost.

## Traject
Bij de schrapping in 1958 was het traject als volgt: Eendrachtstraat (Schijnpoort) - Lange Lobroekstraat - station Antwerpen-Dam - Lange Dijkstraat - Sint-Jansplein - Vondelstraat - Italiëlei - Victorieplaats - Gemeentestraat - Koningin Astridplein - Pelikaanstraat - Simonsstraat - Mercatorstraat - Van den Nestlei - Plantin en Moretuslei - Ooststation - Wilrijkstraat - Luitenant Naeyaertplein

## Geschiedenis
Tramlijn 18 werd op 1 augustus 1926 in dienst genomen tussen Grens Kiel en de Groenplaats, omdat de reisweg van tramlijn 4 (Hoboken-Groenplaats) werd omgelegd langs de Brusselstraat, het Zuidstation en het Koninklijk Museum voor Schone Kunsten Antwerpen. De reisweg langs de Brederodestraat en de De Vrièrestraat werd overgenomen door de nieuwe tramlijn 18, maar al op 1 oktober van hetzelfde jaar werd lijn 18 opgeslokt door tramlijn 8 (Groenplaats-Boekenberg). Exact een jaar later komt lijn 18 echter terug als versterkingsrit van lijn 8, met dezelfde reisweg als voorheen.
In 1931 nam tramlijn 18 het traject van tramlijn 19 (Centraal Station - Ooststatie) over en ging die rijden van Grens Kiel naar de Ooststatie. Deze lijn werd in 1940 door de Duitse bezetter geschrapt.
In september 1940 kwam lijn 18 terug met een nieuwe reisweg: van het Schijnpoort langs het station Antwerpen-Dam en het Centraal Station naar de Ooststatie. Zo bleef deze tram rijden tot de omvorming tot buslijn in 1958.

### Kenkleur
De tram had een blauw/rood koersbord. Voor de latere buslijn werden deze kleuren gemengd tot een paars koersbord.

## Busdienst
Bij de opheffing van tramlijn 18 in 1958 werd de dienst opgedeeld in vier buslijnen:
- Buslijn 18 (Centraal Station - Ooststation over het traject van tramlijn 18 en verder via de Dr. Van de Perrelei)
- Buslijn 18/ (Centraal Station - Ooststation over het traject van tramlijn 18)
- Buslijn 19 (Centraal Station - Bisschoppenhoflaan via Viaduct Dam)
- Buslijn 19/ (Centraal Station - Schijnpoort via Viaduct Dam)

De reisweg van lijn 18 in Borgerhout en Deurne werd in 1963 en 1965 gewijzigd en in 1975 werd de lijn verlengd tot het Koninklijk Atheneum van Berchem, via station Antwerpen-Berchem, en nog later werd het een bijna-ringlijn Centraal Station - Borgerhout - Berchem Station - Atheneum - Wilrijk Bist - Groenplaats. In 2004 werd de lijn afgeschaft: het stuk Wilrijk-Centraal Station ging over in buslijn 21, het stuk Wilrijk-Groenplaats in lijn 22.